# Газовимірювальна станція
Газовимірювальна станція (ГВС) — станція, на якій відбувається вимірювання кількості та визначення якості природного газу, що передається. 
Облік газу, що надходить в Україну, здійснюється на 9 газовимірювальних станціях (ГВС) і 2 пунктах вимірювання газу (ПВГ). 2 ГВС розташовані на території Білорусі, решта - у РФ: Суджа (Курська обл.), Валуйки, Писарівка, Сохрановка (Ростовська обл.) 
Облік транспортованого за межі України газу здійснюється на 10 прикордонних ГВС. З них 1 - в РФ і 9 - на території України: по 1 ГВС - на кордонах з Польщею, Словаччиною, Угорщиною і Росією, 2 ГВС - на кордоні з Румунією («Орловка», Одеська обл.), 3 - на кордоні з Молдовою («Гребеники»). 
Видобутий Україною газ після обробки потрапляє в ГТС України через ГВС, пункти розподілу газу та ГРС: 68 станцій ДК «Укргазвидобування», 13 станцій ВАТ «Укрнафта» і безпосередньо споживачам - через 177 газорозподільних станцій (ГРС). 
Передача газу з газотранспортної системи в газорозподільну мережу відбувається на 1416 ГРС. 
Починаючи з 2002 року, в Україні для обліку природного газу застосовуються лише сучасні електронні та електронно-механічні прилади.